# Cephimallota
Cephimallota is een geslacht van vlinders van de familie echte motten (Tineidae).

## Soorten
- C. angusticostella (Zeller, 1839)
- C. colonella (Erschoff, 1874)
- C. crassiflavella Bruand, 1851
- C. chasanica Zagulajev, 1965
- C. densoni Robinson, 1986
- C. praetoriella (Christoph, 1872)
- C. tunesiella (Zagulajev, 1966)